# کرمکاو
کرمکاو (به آلمانی: Kremkau) یک منطقهٔ مسکونی در آلمان است که در بیسمارک (آلتمارک) واقع شده‌است. کرمکاو ۲۱۷ نفر جمعیت دارد.